# Ammolabrus
Ammolabrus is een monotypisch geslacht van straalvinnige vissen uit de familie van lipvissen (Labridae).

## Soort
- Ammolabrus dicrus Randall & Carlson, 1997